# 1983 en aéronautique
Chronologie de l'aéronautique
- 1979
- 1980
- 1981
- 1982
- 1983
- 1984
- 1985
- 1986
- 1987

Cet article présente les faits marquants de l'année 1983 en aéronautique.

## Événements
- 25 janvier : premier vol de l'avion de transport régional Saab 340.
- 1er février : Boeing annonce l'arrêt de la production du Boeing 727.
- 4 avril : premier lancement de la navette spatiale Challenger.
- 18 juin : Sally Ride est la première femme américaine dans l'espace au cours de la mission STS-7.
- 20 juin : premier vol de l'avion de ligne DHC-8.
- 8 juillet : General Dynamics annonce la livraison de son 1 000e F-16 Fighting Falcon.
- 27 juillet : premier vol de l'avion d'affaires brésilien Embraer EMB-120 Brasilia.
- 1er septembre : un Boeing 747 appartenant à Korean Airlines est abattu par des Su-15 soviétiques au-dessus de l'île de Sakhaline après n'avoir pas répondu aux avertissements. L'incident fait 269 morts.
- 15 septembre : premier vol de l'hélicoptère de combat italien Agusta A.129 Mangusta.
- 26 septembre : lors du lancement de la mission Soyouz T-10-1, la fusée prend feu puis explose. Mais la tour de sauvetage fonctionna permettant de sauver les deux cosmonautes.
- 11 novembre : premier vol de l'avion de transport militaire espagnol Casa CN-235.
- 28 novembre : le Spacelab fait son premier vol sur Columbia.
- 9 décembre : livraison du 1 000e Boeing 737 à la compagnie aérienne Delta Air Lines.